# Юфимцев, Павел Михайлович
Па́вел Миха́йлович Юфимцев (1887—1941) — политрук роты 2-го батальона Ростовского стрелкового полка народного ополчения.

## Биография
Родился в 1887 году.
Жил в Ростове-на-Дону, работал на железной дороге. Трудовую биографию начал учеником слесаря, затем выучился на машиниста.
В годы Гражданской войны его, как члена партии (с 1919 года), назначили сначала комиссаром участка тяги железной дороги, затем особоуполномоченным по военным перевозкам. Позже работал старшим инженером паровозной службы управления Северо-Кавказской железной дороги, где и встретил Великую Отечественную войну.
В ночь на 20 ноября 1941 года второму батальону, в котором служил Юфимцев, командир полка Михаил Варфоломеев и комиссар Порфирий Штахановский передали приказ командующего 56-й армией генерал-лейтенанта Ф. Н. Ремезова — ополченцы должны прикрыть отход основных советских сил.
Рота Юфимцева заняла позиции на железнодорожном переезде около пассажирского вагонного депо. С рассветом гитлеровцы начали обстрел позиций защитников города из орудий и миномётов. Когда на участок Павла Михайловича вышла большая группа бойцов в красноармейской форме, командир батальона приказал проверить их. Разведчики незаметно приблизились к неизвестным бойцам и услышали немецкую речь — это были переодетые гитлеровцы.
Ополченцы, открыв огонь, убили нескольких «псевдокрасноармейцев», остальные отступили. Фашисты вновь бросились на штурм позиций роты Юфимцева — атака была  отбита, но политрук роты был сражён вражеской пулей.
С 1963 года одна из улиц Ростова-на-Дону носит имя политрука Павла Юфимцева, где ему установлены памятная доска и информационная табличка.
- Память
- Памятная доска
- Информационная табличка